# Orthotrichia lebar
Orthotrichia lebar is een schietmot uit de familie Hydroptilidae. De soort komt voor in het Oriëntaals gebied.